# У червні 41-го
«У червні 41-го» або «Пісня Рози», англ. «The Burning Land» або «The Song of Rose» — художній фільм про Німецько-радянську війну.
Останній фільм режисера Михайла Пташука, який загинув невдовзі після зйомок.

## Зміст
Молода американка приїздить у Білорусь, на свою історичну батьківщину, за кілька днів до початку Другої світової війни. Вона приїхала, щоб зібрати необхідну інформацію для нової музичної постановки. Та нацисти збирають усіх жителів села і спалюють живцем. Їй дивом вдалося врятуватися. Тепер вона разом із російським військовим намагається вижити. Почуття, що спалахнуло між ними, ще більше ускладнює жахливу ситуацію.

## Ролі
| Актор              | Роль                     |
| ------------------ | ------------------------ |
| Нора Зехетнер      | Роза Ашкеназі            |
| Юрій Колокольников | Іван Антонов             |
| Павло Константинов | Микита                   |
| Лев Пригунов       | полковник Марчук         |
| Марина Голуб       | тітка Хава               |
| Яків Явно          | дядько Девід             |
| Іван Мацкевич      | Стешин                   |
| Олександр Ткаченок | Аркадій                  |
| Олександр Подобєд  | генерал Антонов          |
| Джемал Тетруашвілі | сержант НКВД             |
| Олександр Тімошкін | майор                    |
| Анатолій Кот       | німецький офіцер у селі  |
| Олег Климович      | сержант Івченко          |
| Олеся Леснікова    | п'яна офіцерська подруга |
| Оксана Лісна       | сільська жінка           |
| Валерій Мороз      | старий на станції        |
| Дмитро Слепович    | хлопець на весіллі       |

## Знімальна група
- Автори сценарію: Михайло Пташук, Вадим Соколовський, Кріс Сіверстон
- Режисер: Михайло Пташук
- Оператор: Джеймс Гуччіардо
- Художник: Валерій Назаров
- Композитор: Віктор Копитько
- Продюсер: Сергій Ливнєв